# 틸란드시아 두라티이
틸란드시아 두라티이는 볼리비아, 아르헨티나, 우루과이, 파라과이의 해발 300 - 3,500m 에 이르는 영역에 자생하는 틸란드시아의 일종이다. 종류에 따라 단일개체의 길이가 최대 1m 이상으로 자라나는 상당한 대형종이며, 이파리는 마치 덩굴처럼 배배 꼬이는 특성이 있어서 이것으로 착생한다. 자그마한 꽃은 오랫동안 무리지어 개화하는데, 그 형태는 난초를 연상시키며 향이 좋다.

## 재배종
- Tillandsia 'Burnt Fingers'
- Tillandsia 'Lilac Spire'
- Tillandsia 'Pacific Blue'
- Tillandsia 'Wo'

## 갤러리

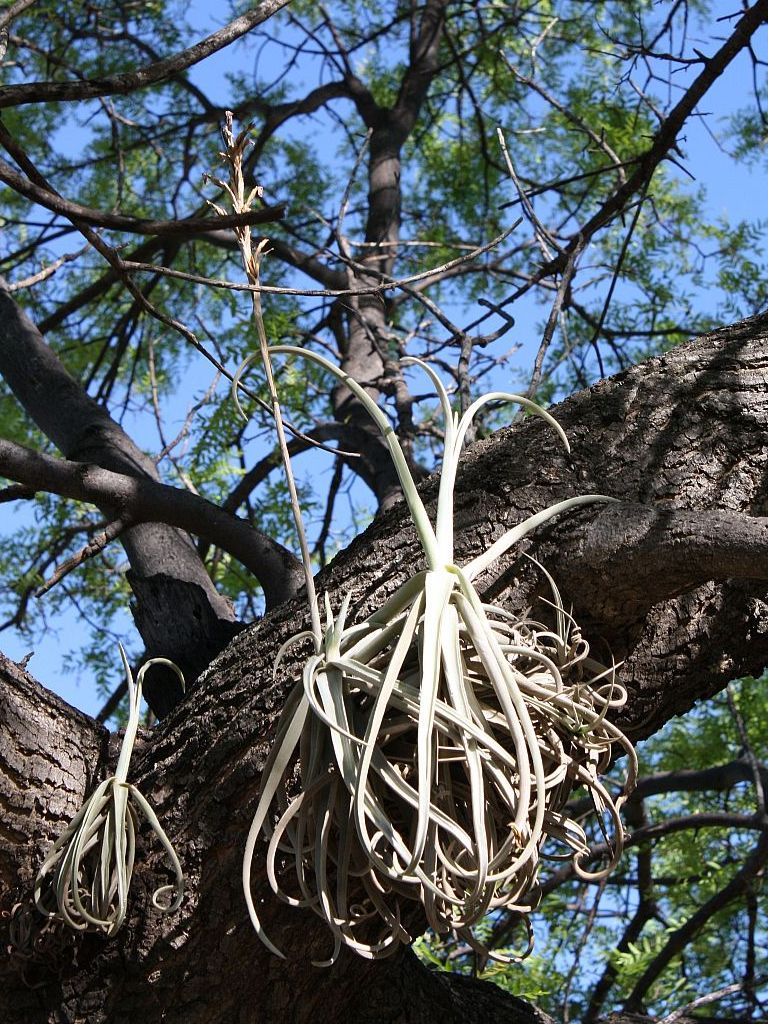
페루에서 촬영한 야생의 듀라티
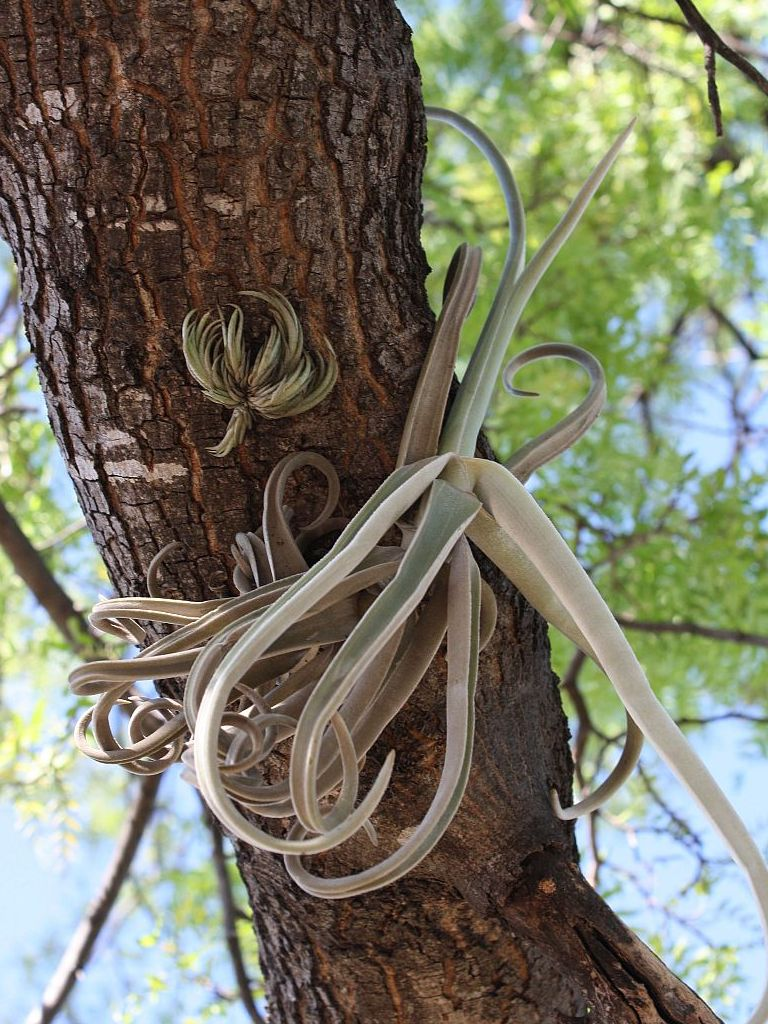
페루에서 촬영한 야생의 듀라티
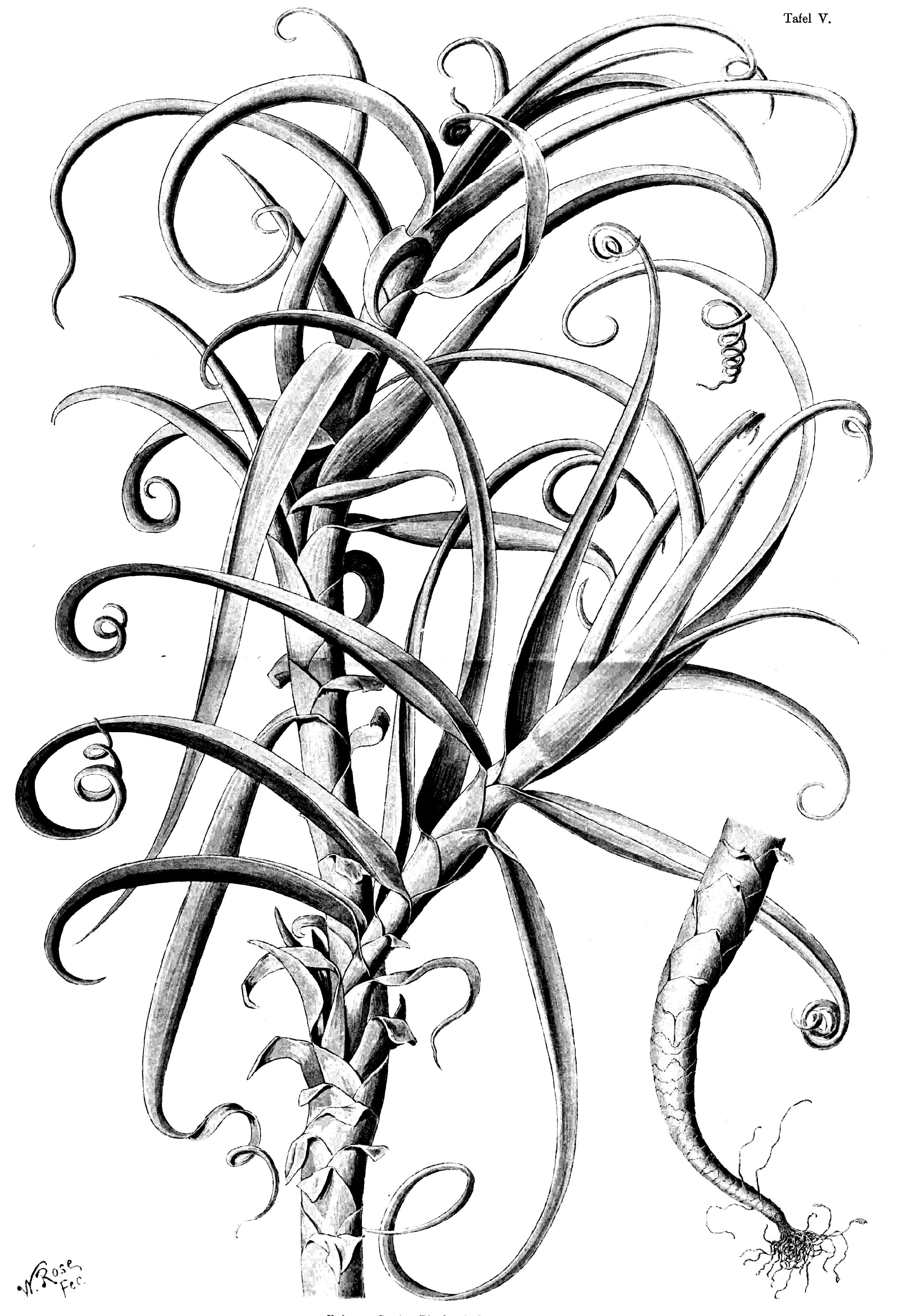
틸란드시아 듀라티의 삽화
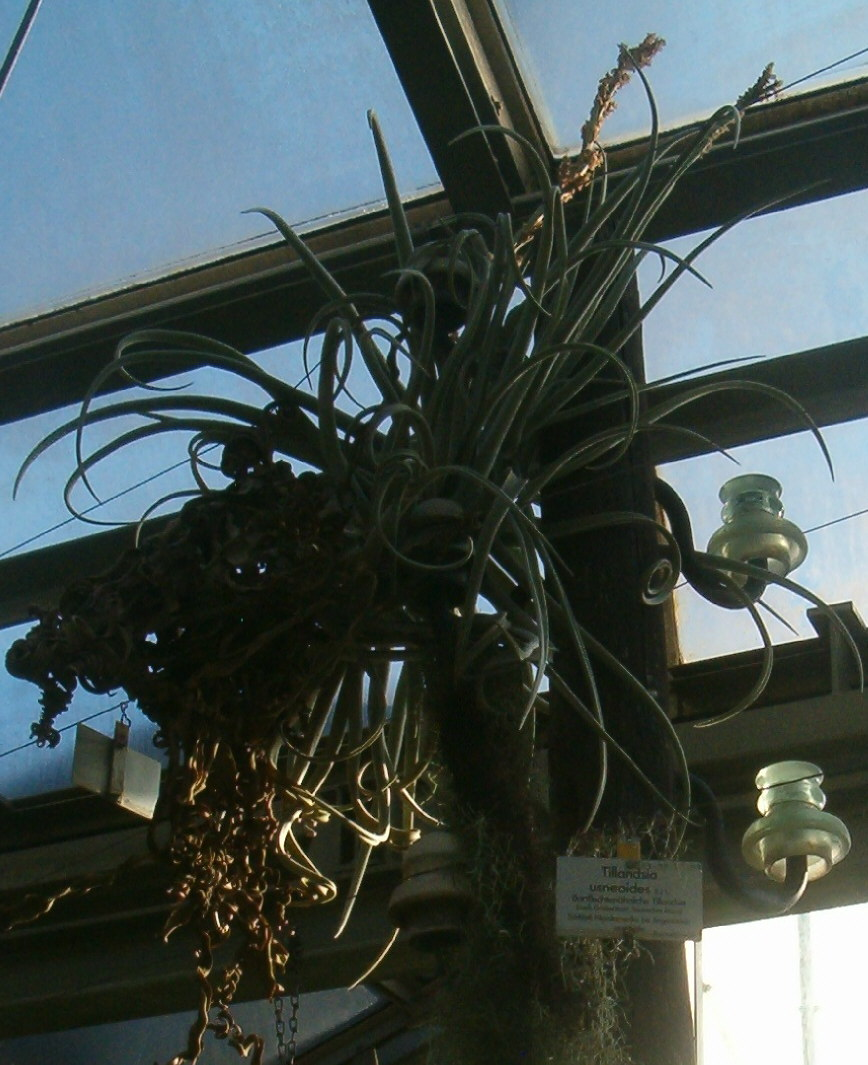
베를린의 식물정원에서 촬영된 듀라티